# Aphrophora perdubia
Aphrophora perdubia är en insektsart som beskrevs av Fowler 1897. Aphrophora perdubia ingår i släktet Aphrophora och familjen spottstritar. Inga underarter finns listade i Catalogue of Life.